# Sinaida Michailowna Tusnolobowa-Martschenko

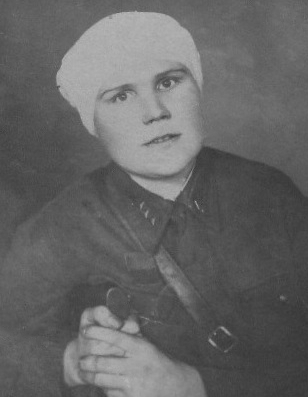
Sinaida Michailowna Tusnolobowa (1941)

Sinaida Michailowna Tusnolobowa-Martschenko, geboren Morosowa (russisch Зинаида Михайловна Туснолобова-Марченко, урождённая Морозова, belarussisch Зінаіда Міхайлаўна Тусналобава-Марчанка, народжаная Марозава; * 23. November 1920 in dem Bauerngehöft Schewzowo, Ujesd Plotzkow, Gouvernement Witebsk; † 20. Mai 1980 in Plotzkow) war eine sowjetische Sanitäterin.

## Leben
Tusnolobowa stammte aus einer Bauernfamilie. In den 1930er Jahren ging der Vater aus Angst vor politischer Verfolgung nach Sibirien und nahm den Namen Tusnolobow an. Der Onkel Semjon Michailowitsch Morosow (1890–1937) war Kriegsteilnehmer und Verwundeter des Ersten Weltkriegs, Träger des Ordens des Heiligen Georg, Vorsitzender des Kolchos „Zweiter Fünfjahresplan“ im Rajon Rassony und Opfer des Großen Terrors.
Nach dem Besuch der Mittelschule ohne Abschluss arbeitete Tusnolobowa in Leninsk-Kusnezki in der Oblast Kemerowo als Chemie-Laborantin im Kohle-Trust Leninskugol. Im Frühjahr 1941 heiratete sie ihren Komsomolzen-Kollegen Iossif Petrowitsch Martschenko (1915–1987).
Im Deutschen Angriffskrieg gegen die Sowjetunion trat Tusnolobowa 1942 in die Rote Armee ein. Im selben jahr schloss sie die Krankenschwester-Kurse ab und wurde Mitglied der KPdSU. Sie wurde als Garde-Starschina des Medizinischen Dienstes Sanitäterin des 849. Schützenregiments der 303. Schützendivision der 60. Armee der Woronescher Front und rettete in der Zeit vom 19. bis zum 23. Juli 1942 26 Kämpfer, wofür sie mehrfach ausgezeichnet wurde. Während der 8 Monate an der Front holte sie 123 Verwundete vom Schlachtfeld.
Als beim Kampf um den Bahnhof Gorschetschnoje in der Oblast Kursk im Februar 1943 Tusnolobowa zu einem verwundeten Zugführer kroch, wurde sie selbst an den Beinen schwer verletzt. Sie stellte sich tot, aber ein Wehrmachtssoldat entdeckte sie und trat und schlug  sie. In der Nacht wurde sie von einem Spähtrupp entdeckt und in die sowjetische Stellung gebracht, um drei Tage später ins Feldlazarett zu kommen. Die schweren Erfrierungen an allen Gliedmaßen führten zu Gangränen, und erst durch eine achtmonatige Behandlung mit acht Operationen und Amputation der Hände und Füße wurde ihr Leben gerettet.

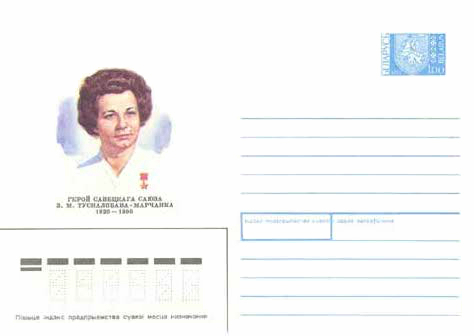
Tusnolobowa-Briefumschlag der Belpost (1992)

Nach dem Krieg lebte Tusnolobowa in Plotzkow, war Mitglied des Stadtkomitees der KPdSU und war gesellschaftlich tätig. Auf ihren Brief an die Kämpfer der 1. Baltischen Front, der als Aufruf am 1. Mai 1944 verschickt und veröffentlicht worden war, erhielt sie mehr als 3000 Antworten. Der Slogan Für Sina Tusnolobowa stand an vielen sowjetischen Panzern, Flugzeugen und Geschützen.
Tusnolobowas Mann Iossif Petrowitsch Martschenko war am Ende des Krieges Leutnant und wurde dann Ingenieur im Artel Pischtschewik und schließlich Direktor dort. Mit ihm bekam sie die Kinder Wladimir (* 1951) und Nina (1959).
In Plotzkow steht ein Tusnolobowa-Denkmal.

## Ehrungen, Preise
- Orden des Vaterländischen Krieges I. Klasse (1942)
- Orden des Roten Sterns
- Rotbannerorden
- Heldin der Sowjetunion (1957) und Goldener-Stern-Medaille[1][5]
- Leninorden (1957)
- Florence-Nightingale-Medaille (1965)[1][5]
- Ehrenbürgerin der Stadt Plotzkow[1][2]